# Catalogus van eenige der Merkwaardigste Zoo
Catalogus van eenige der Merkwaardigste Zoo (abreviado Cat. Gew. Buitenzorg) es un libro con ilustraciones y descripciones botánicas que fue escrito por el naturalista, botánico alemán-holandés Carl Ludwig Blume. Fue publicado en Yakarta en el año 1823 con el nombre de Catalogus van eenige der Merkwaardigste Zoo in- als Uitheemse Gewassen te Vinden in 's Lands Plantentuin te Buitenzorg Opgemaakt Door C. L. Blume, M.D., Directeur van Voorz. Tuin s.l. n.d. Batavia.